# José Ramón Bauzà
José Ramón Bauzà Díaz (ur. 16 listopada 1970 w Madrycie) – hiszpański polityk, farmaceuta i samorządowiec, senator, prezydent Balearów od 2011 do 2015, poseł do Parlamentu Europejskiego IX kadencji.

## Życiorys
Ukończył farmację na Uniwersytecie Complutense w Madrycie, zajął się prowadzeniem apteki w mieście Marratxí. Został także działaczem Partii Ludowej, od 1996 był członkiem rady miejskiej. Pełnił funkcję wiceburmistrza Marratxí, w latach 2005–2011 sprawował urząd alkada w tym mieście. Stanął także na czele regionalnych struktur Partii Ludowej. Po wyborach regionalnych w 2011 objął stanowisko prezydenta Balearów, zajmował to stanowisko do 2015.
W tym samym roku powołany przez parlament Balearów w skład Senatu. W 2019 zrezygnował z członkostwa w swoim ugrupowaniu, związał się następnie z partią Obywatele. W tym samym roku z jej listy uzyskał mandat eurodeputowanego IX kadencji.